# Naples (Flórida)
Naples é uma cidade localizada no estado americano da Flórida, no condado de Collier, do qual é sede. Foi incorporada em 1925.

## Geografia
De acordo com o United States Census Bureau, a cidade tem uma área de 42,5 km², onde 31,9 km² estão cobertos por terra e 10,7 km² por água.

### Localidades na vizinhança
O diagrama seguinte representa as localidades num raio de 16 km ao redor de Naples.

## Demografia
Segundo o censo nacional de 2010, a sua população é de 19 537 habitantes e sua densidade populacional é de 612,8 hab/km². É a localidade mais populosa e a mais densamente povoada do condado de Collier. Possui 17 753 residências, que resulta em uma densidade de 556,8 residências/km².